# Kaple svatého Jana Nepomuckého (Litochovice nad Labem)
Kaple svatého Jana Nepomuckého v Litochovicích nad Labem je drobná pozdně barokní sakrální stavba z roku 1792 stojící uprostřed svažující se návsi, která náleží k farnosti Prackovice nad Labem a je chráněná jako kulturní památka České republiky.

## Popis
Neorientovaná návesní kaple obdélného půdorysu se zaobleným závěrem má hlavní průčelí směřující k východu. Stavba na nestejnoměrně vysokém soklu vyrovnávajícím k východu se svažující terén má vnější plášť zdobený nárožními pilastry nesoucími profilovanou korunní římsu. Završená je sedlovou střechou s valbou nad závěrem, krytou taškami, z jejíhož hřebenu vyrůstá dřevěná polygonální oplechovaná zvonice s cibulovou bání vrcholící křížem. Boky kaple prolamují čtvercová, segmentově zakončená okna,  se štukovou šambránou s uchy v horních rozích.

### Východní průčelí

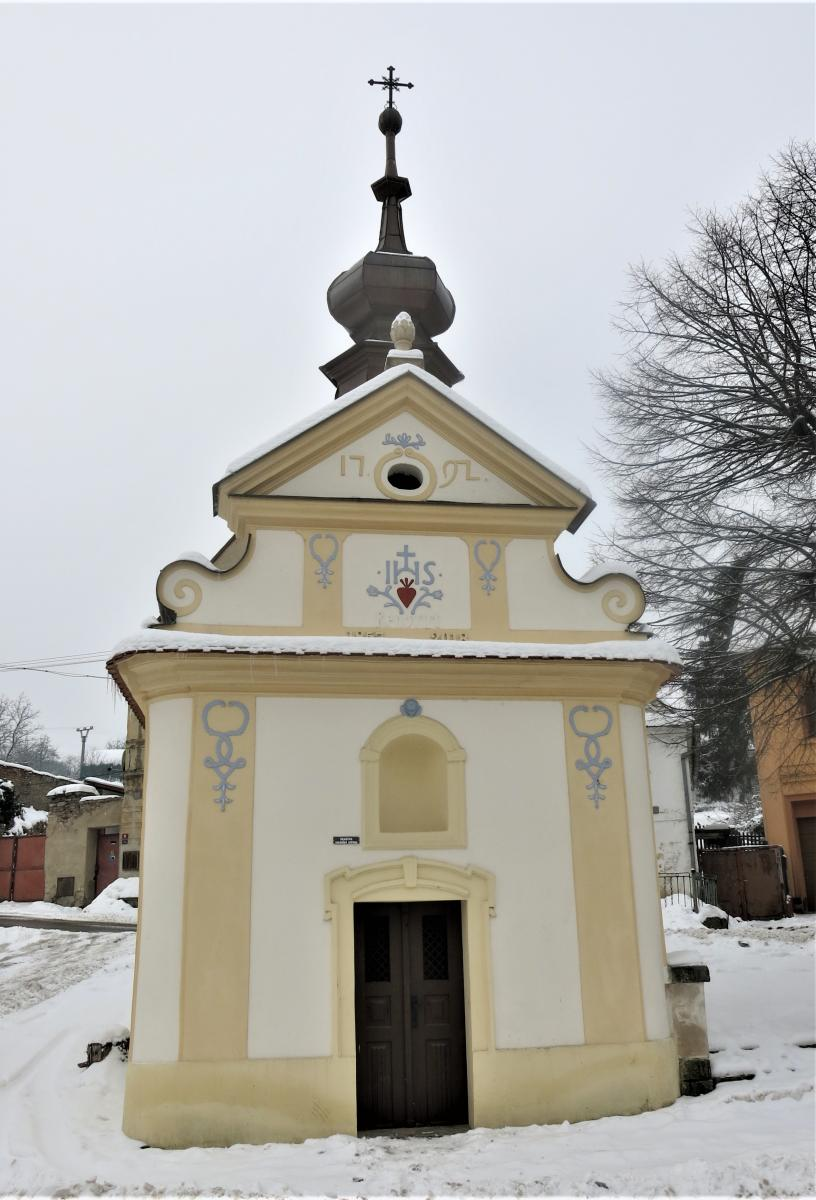
Východní průčelí kaple po rekonstrukci v roce 2018

Umělecká výzdoba exteriéru kaple je soustředěná na hlavním průčelí s volutovým štítem. Pravoúhlý portál s dvoukřídlými dřevěnými dveřmi je zdoben segmentově vzedmutou šambránou s vrcholovým klenákem a nárožními uchy. V půlkruhově uzavřené nice se štukovým ostěním bývala asi 50 centimetrů vysoká socha svatého Jana Nepomuckého. Nárožní pilastry jsou pod římsou zdobeny štukovými páskami, které jsou použity i ve výzdobě štítu. Ten je završen trojúhelným nástavcem s piniovou šiškou ve vrcholu. V poli nástavce je podélně ležaté oválné okno s letopočtem 1792 po stranách, hrany nástavce mají výraznou profilaci. Střední pole štítu je zdobeno nápisem IHS s planoucím srdcem a drobnějším nápisem Renovirt, k němuž se vztahují letopočty 1857 a 2018.

### Interiér
Interiér kaple je zaklenut cihelnou plackou zdobenou freskou s motivem Nejsvětější Trojice a se čtyřmi medailony s anděly v pendantivech.

## Opravy a rekonstrukce
Podle přípisu ve štítu byla kaple opravovaná v roce 1857 a 2018. Druhá z rekonstrukcí proběhla v době od 20. května do 23. září 2018 a jednalo se o kompletní obnovu stavby, která v té době vykazovala množství poruch, včetně trhliny v klenbě a havarijního stavu vychýlené zvonice. Z iniciativy obce a místních obyvatel, za finanční podpory z programu obnovy drobných sakrálních staveb Ministerstva zemědělství a za dohledu zástupců památkové péče, byla kaple odvlhčená a staticky zajištěná, byl opraven krov střechy a dřevěná konstrukce zvonice včetně výměny krytiny, proběhla obnova fasády a jejích původních prvků a restaurace nástropní malby interiéru. V sobotu 29. září 2018, za přítomnosti správce farnosti R. D. Mgr. Romana Karola Depy, byla obnovená kaple slavnostně otevřena.